# Issam Fares
 (mai 2021).
Si vous disposez d'ouvrages ou d'articles de référence ou si vous connaissez des sites web de qualité traitant du thème abordé ici, merci de compléter l'article en donnant les références utiles à sa vérifiabilité et en les liant à la section « Notes et références ».
Issam Fares (arabe : عصام فارس , né le 10 mai 1937 en Bayno) est un homme politique et homme d’affaires libanais.

## Biographie
Il est élu au Parlement libanais en 1996 comme député grec-orthodoxe de Akkar. Il est réélu en 2000 et deviendra dans la foulée vice-Premier ministre, au sein des gouvernements successifs de Rafiq Hariri et de Omar Karamé entre 2000 et 2005. Il renonça à se présenter aux élections législatives de 2005.
Milliardaire, il est engagé dans le mécénat.
Sa fortune lui a permis d'acheter un yacht à Monaco, le "Wedge Too", désigné par Tanky & Philippe Starck.
Il est aussi proche de la famille Assad en Syrie ainsi que de la famille Bush aux États-Unis. Il est considéré comme un proche ami du président George Bush Senior.